# Union Grove (Teksas)
Union Grove – miasto w Stanach Zjednoczonych, w stanie Teksas, w hrabstwie Upshur.